# Tang Xingqiang
Tang Xingqiang (en chino: 汤星强, Ningde, 11 de agosto de 1995) es un deportista chino que compite en atletismo.
Participó en dos Juegos Olímpicos de Verano, obteniendo una medalla de bronce en Tokio 2020, en la prueba de 4 × 100 m, y el cuarto lugar en Río de Janeiro 2016, en la misma prueba.

## Palmarés internacional
| Juegos Olímpicos | Juegos Olímpicos | Juegos Olímpicos  | Juegos Olímpicos |
| Año              | Lugar            | Medalla           | Prueba           |
| ---------------- | ---------------- | ----------------- | ---------------- |
| 2020             | Tokio (Japón)    | Medalla de bronce | 4 × 100 m        |